# Liabum barclayae
Liabum barclayae là một loài thực vật có hoa thuộc họ Asteraceae. Loài này chỉ có ở Ecuador.
Môi trường sống tự nhiên của chúng là vùng núi ẩm nhiệt đới hoặc cận nhiệt đới. Chúng hiện đang bị đe dọa vì mất môi trường sống.